# وستورلاند
منطقه غربی ایسلند (به لاتین: Western Region) یکی از منطقه‌های کشور ایسلند است.

## خصوصیات
منطقه غربی ایسلند ۹٬۵۵۴ کیلومترمربع مساحت و ۱۵٬۳۰۰ نفر جمعیت دارد.